# Tupolev ANT-27
Il Tupolev MTB-1 (in cirillico Туполев МТБ-1, da Morskoj Torpedonosets Bombardirovščik idrobombardiere-aerosilurante pesante), designazione interna ANT-27 (АНТ-27) ed originariamente indicato come MDR-4 (МДР-4), era un idrovolante trimotore a scafo centrale ed ala alta sviluppato inizialmente dallo TsAGI, quindi proseguito dall'OKB 156 diretto da Andrej Nikolaevič Tupolev e prodotto in Unione Sovietica a cavallo della metà degli anni trenta.
Realizzato per sopperire alla mancanza di un velivolo in grado di operare nel ruolo di idropattugliatore marittimo-bombardiere-aerosilurante dopo il rifiuto del fallimentare Chyetverikov MDR-3, il modello attingeva dall'esperienza dell'MDR-3 riproponendone il disegno dello scafo ma abbinandolo ad una nuova ala a sbalzo, un nuovo impennaggio e nuova propulsione dall'anticonvenzionale configurazione mista che abbinava i due motori esterni in configurazione traente a quello centrale in configurazione spingente. Unico idrovolante tra i modelli Tupolev ad essere avviato alla produzione in serie, nonostante le modeste prestazioni generali, rimase in servizio nella Aviacija Voenno-Morskogo Flota, la componente aerea della Voenno Morskoj Flot SSSR (la marina militare sovietica) fino al 1942.

## Storia del progetto
All'inizio degli anni trenta la Marina militare dell'Unione Sovietica espresse l'esigenza di dotarsi di un nuovo modello di idrovolante a lungo raggio in grado di effettuare voli a lungo raggio per pattugliare le acque del Mar Glaciale Artico. Per sopperire alla richiesta venne avviato un progetto affidato alla supervisione di Igor’ Vâčeslavovič Četverikov, un idro a scarponi di impostazione classica identificato con la sigla MDR-3 (МДР-3 da Морской Дальний Разведчик, Morskoj Dal'nij Razvedčik, ricognitore marittimo a lungo raggio). Dopo essersi dimostrato promettente nelle prime fasi di sviluppo la prevista commissione per 200 esemplari venne annullata per le carenti prestazioni in velocità massima, velocità variometrica e quota di servizio espresse dai due soli prototipi realizzati nel 1931.
Non essendovi altri progetti concomitanti in grado di sopperire in breve tempo la richiesta sempre più pressante della marina, nel febbraio 1933 venne interpellato lo TsAGI ed incaricato di avviare un programma di sviluppo per ovviare alle carenze dell'MDR-3. Sotto la responsabilità e supervisione di Andrej Nikolaevič Tupolev, come già nel caso di precedenti progetti, lo sviluppo del nuovo velivolo venne assegnato ad un gruppo di lavoro guidato da Ivan Ivanovič Pogosskij, che già aveva curato il progetto dell'idrovolante ANT-8 e che stava contemporaneamente lavorando allo sviluppo di un altro idroricognitore, il Tupolev ANT-22.
Pogosskij, pur mantenendo lo scafo del precedente modello, intervenne pesantemente sul resto del velivolo adottando una nuova ala, sempre posizionata alta sullo scafo ma a sbalzo ed eliminando quindi le aste di controvento che la collegavano alla parte bassa dello scafo, ed aumentandone la superficie di 25 m². Nuovo anche l'impennaggio che abbandonava l'iniziale complessa impostazione a doppia deriva per una più semplice, cruciforme con un singolo elemento verticale simile a quella adottata nell'ANT-22, questo per ovviare ai problemi di risonanza riscontrati nei prototipi e causati dal flusso creato dai motori che ne andava ad influenzare l'aerodinamica. Nuovi infine anche i propulsori che, per ovviare le carenze dei precedenti in quota, vennero scelti per l'adozione di un compressore centrifugo, gli M-34RN, che consentiva loro di perdere minore potenza man mano che si saliva.
Per poter eventualmente soddisfare le esigenze di trasporto civile, la compagnia aerea Aviaarktika all'epoca impiegava infatti alcuni Dornier Do J "Val", l'ANT-27 venne progettato, oltre che nel ruolo di ricognitore a lungo raggio e bombardiere pesante, come idro di linea dotato di scompartimento passeggeri con 14 posti a sedere, versione però che non venne avviata alla produzione. L'equipaggio previsto per le versioni militari da ricognizione era composto da cinque persone, pilota e secondo pilota, un navigatore, un ingegnere di volo e un osservatore nella postazione di poppa, quello da bombardamento aggiungeva un operatore radio nella cabina anteriore ed un mitragliere. In generale le capacità operative del nuovo modello superavano significativamente il precedente MDR-3 per cui venne deciso di avviarne la costruzione dei prototipi a scopo di valutazione.
Il prototipo iniziò ad essere costruito nel complesso centrale dello TsAGI (ubicato a Mosca) non prima del dicembre 1933, in ritardo, per problemi vari, di quattro mesi sulla tabella prevista. Nel frattempo il progetto era stato messo in discussione per la disputa tra i vertici militare della marina sull'opportunità di continuare lo sviluppo di un progetto autoctono, visto i precedenti fallimenti, o rivolgersi al mercato estero ed in particolare alla SIAI-Marchetti che con il suo S.55 fu protagonista mondiale grazie alle trasvolate atlantiche realizzate con successo.
Per velocizzare le operazioni si decise di riutilizzare lo scafo di un MDR-3 assemblandolo con le nuove parti progettate per il nuovo modello, equipaggiato però non con gli M-34RN originariamente previsti ma, a causa dell'indisponibilità dei primi, con degli M-34P. Il velivolo venne completato all'inizio del 1934, venne quindi smontato e trasferito, a seconda delle fonti via gomma a Taganrog o a Sebastopoli, e portato in volo per la prima volta l'8 aprile di quello stesso anno ai comandi del pilota collaudatore Timofei V. Riabenko.
I successivi voli, ai quali si avvicendò ai comandi A.A. Volynskij ed ai quali prese parte più volte lo stesso Pogosskij, non presentarono problemi particolari, con qualche lamentela solo nel comportamento del velivolo che durante la fase di decollo, come altri grandi idrovolanti del periodo, faticava a prendere quota. Questo costò la perdita del velivolo e dell'equipaggio, compreso Pogosskij una settimana più tardi: durante la fase di decollo dalla baia di Taganrog, alla quale assistette anche Tupolev da un piccolo motoscafo, l'ANT-27 uscì a velocità sostenuta mentre stava arrivando un'alta onda contraria e non riuscendo a sollevarsi in tempo impattò contro il muro d'acqua causando il distacco del motore centrale che andò ad invadere la cabina di pilotaggio uccidendo tutti i suoi occupanti. Benché la commissione istituita per far chiarezza sull'accaduto affermò che le cause non furono da imputare a fragilità strutturale, questo contribuì ad allungare ulteriormente i tempi di sviluppo del modello.
Il programma venne quindi affidato a Aleksandr Petrovič Golubkov che seguì lo sviluppo di un secondo prototipo, indicato anche come ANT-27 bis, che risulta essere stato completato a Taganrog entro ottobre e testato per tutto l'inverno. Nel frattempo le autorità militari della marina espressero l'esigenza che il modello fosse in grado di svolgere anche il ruolo di aerosilurante ed a tale scopo venne ridesignato MTB-1 (in cirillico МТБ-1, da Morskoj Torpedonosets Bombardirovščik idrobombardiere-aerosilurante pesante). Durante il successivo periodo di prove le prestazioni espresse risultarono al limite dell'accettabilità, con una velocità massima raggiunta senza alcuna dotazione bellica di soli 232 km/h ed una quota di servizio di 5 000 m, tuttavia l'estrema necessità di equipaggiare i reparti convinse i vertici militari di avviarne comunque la produzione in serie.

## Tecnica
L'MTB-1 riproponeva l'aspetto generale del suo pari ruolo MDR-3, idrovolante a scafo centrale con ala alta a sbalzo e propulsione a tre motori, pur con alcune differenze sostanziali.
La propulsione era affidata a tre motori Mikulin M-34R, dei 12 cilindri a V di 60° raffreddati a liquido ciascuno in grado di erogare una potenza pari a 750 CV (552 kW) (825 CV (607 kW) al decollo), collocati dentro a gondole aerodinamiche sopra l'ala al vertice di altrettanti castelli tubolari, i due laterali in configurazione traente e quello centrale in configurazione spingente, tutti abbinati ad eliche bipala.

## Utilizzatori
Unione Sovietica
- Aviacija Voenno-Morskogo Flota